# Cybister lateralimarginalis
Cybister lateralimarginalis är en skalbaggsart som först beskrevs av De Geer 1774.  Cybister lateralimarginalis ingår i släktet Cybister och familjen dykare. Arten är reproducerande i Sverige.

## Underarter
Arten delas in i följande underarter:
- C. l. lateralimarginalis
- C. l. torquatus
- C. l. ponticus

## Bildgalleri

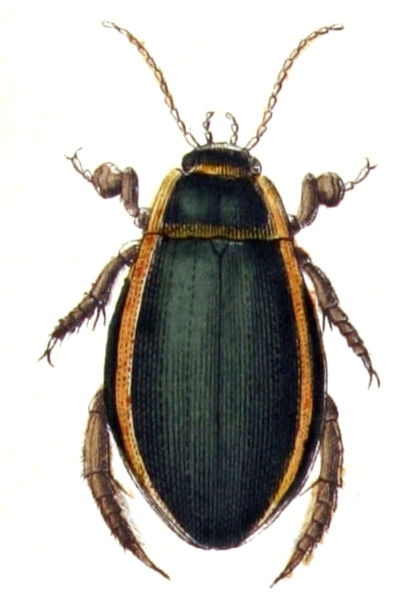
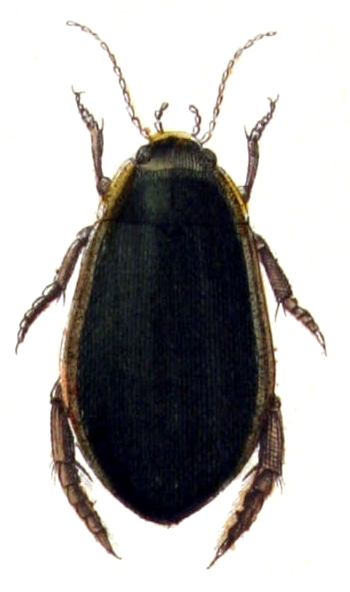
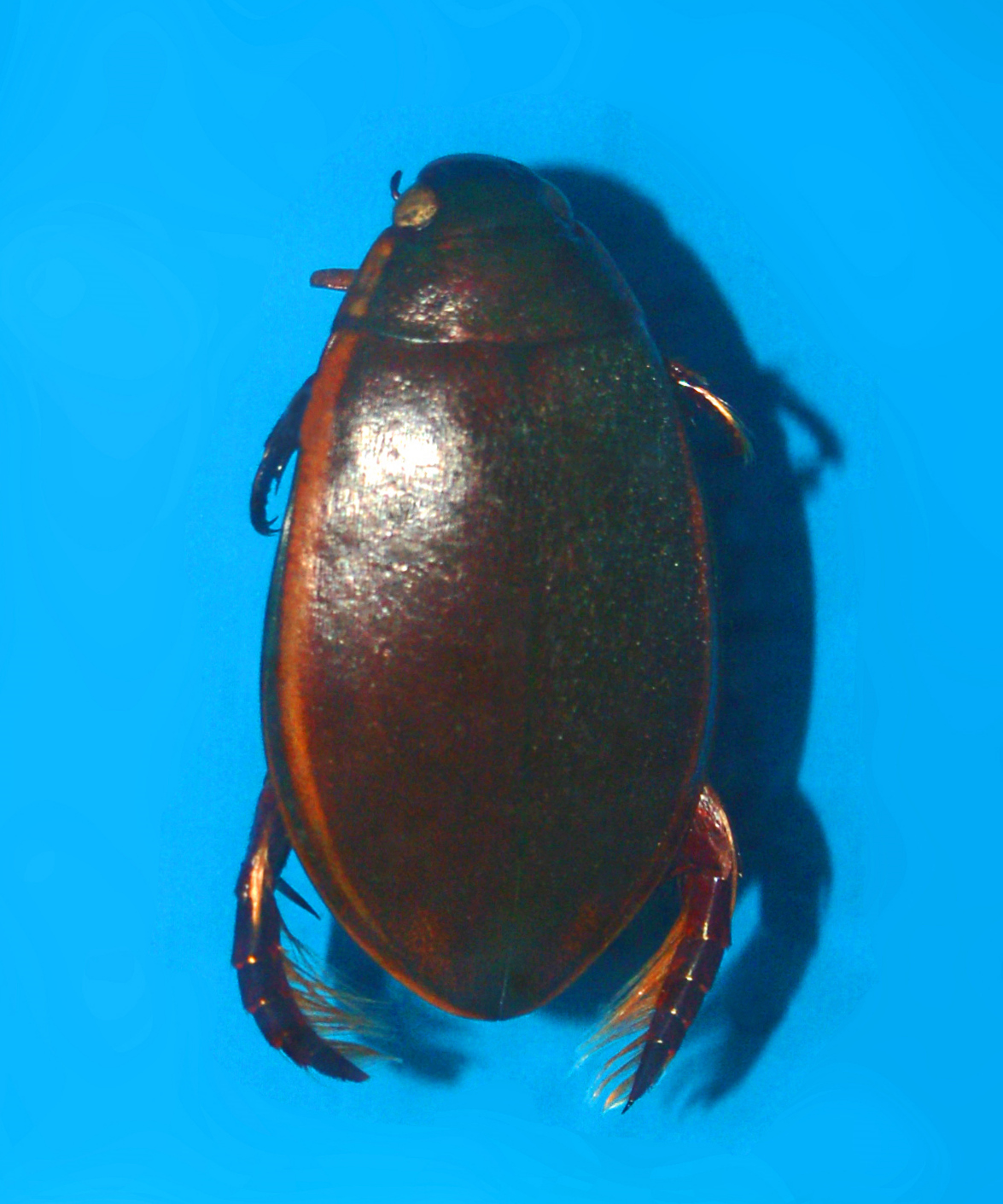
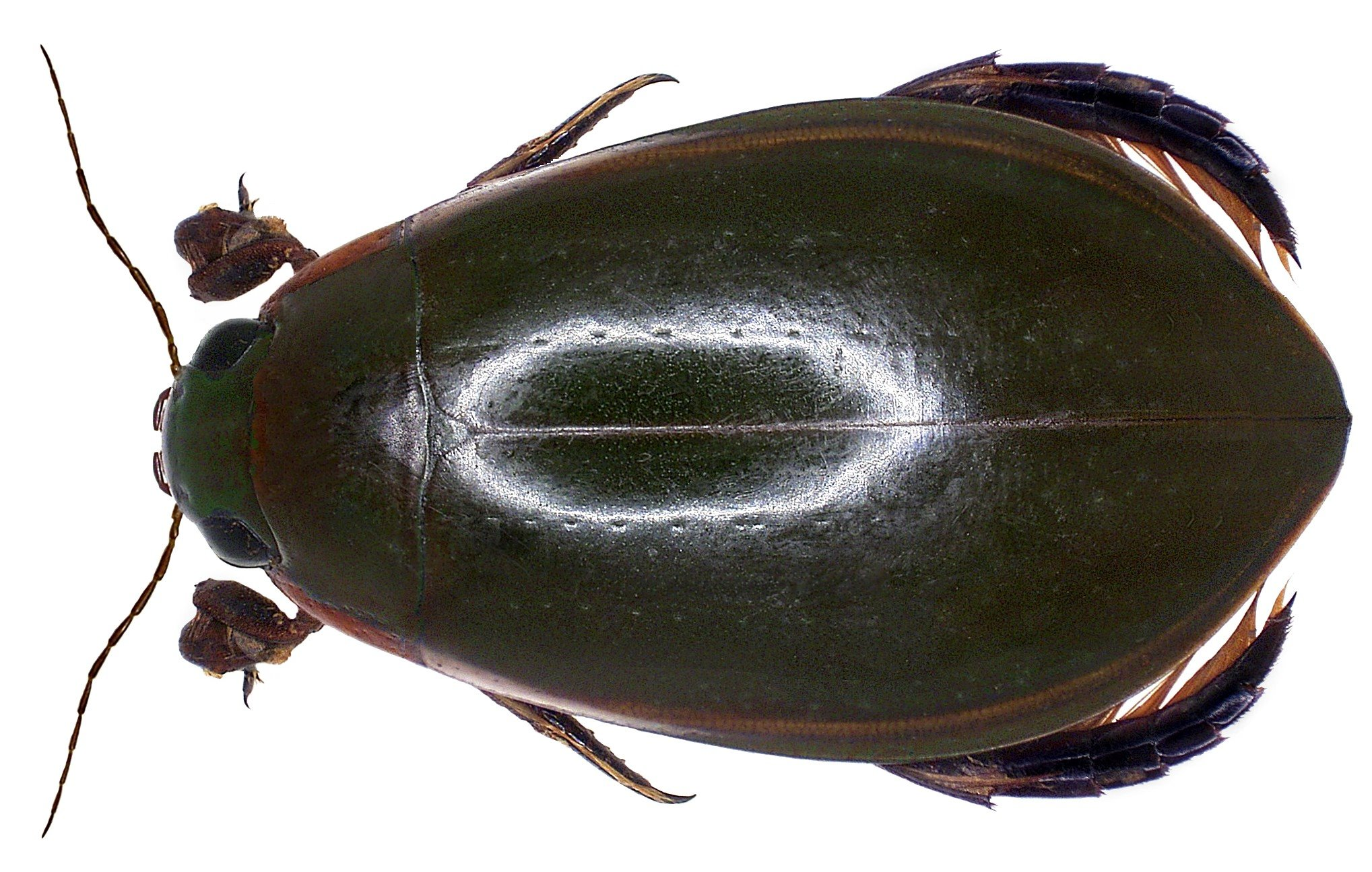
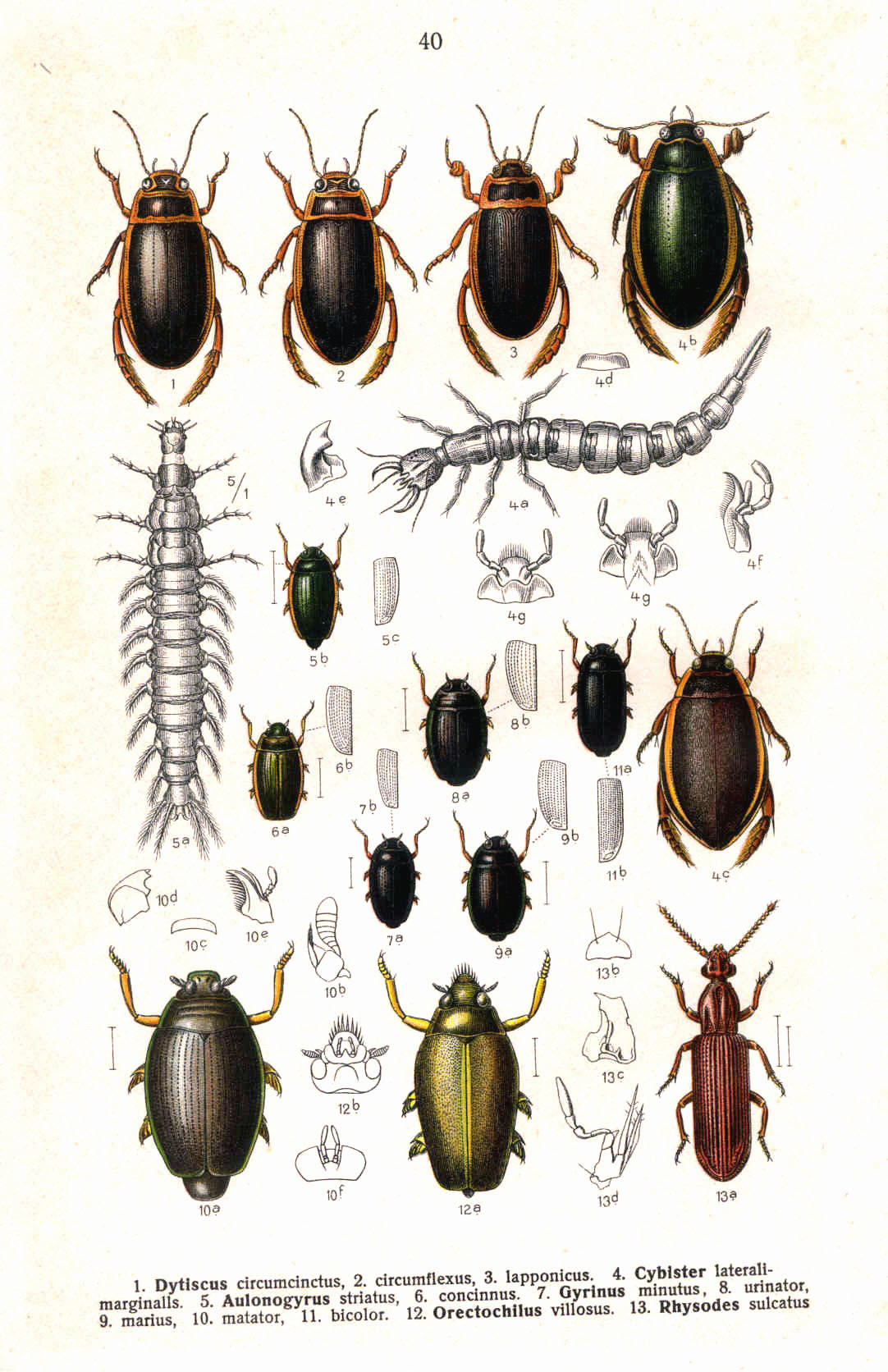